# チャールズ・ソーンスウェイト
チャールズ・ウォーレン・ソーンスウェイト（Charles Warren Thornthwaite, 1899年3月7日 - 1963年6月11日）は、アメリカ合衆国の地理学者。専門は気候学。陸域の水循環と水収支を研究し、1948年に可能蒸発散の推定法を提示した「合理的な気候分類への一つのアプローチ」で知られる。

## 経歴
1899年3月7日、ミシガン州の田舎町・ベイシティに父アーネスト・ソーンスウェイト、母ミルドレッド・ソーンスウェイトの3人きょうだいの長男として誕生。家は貧しく、早くから家計を助けなければならなかったが、中央ミシガン師範学校（Central Michigan Normal School、現在のセントラルミシガン大学）に進学、1922年に卒業した。師範学校では地理も学習したが、得意科目は理科であったという。ここでは後に妻となるデンズィル・スレンツ（Denzil Slentz）、友人で後に研究上のライバルとなるジョン・レイリー（John Leighly）と出会っている。卒業から2年間はミシガン州で高等学校教員を務めたが、1924年にカリフォルニア大学バークレー校大学院に入学、カール・O・サウアーの最初の指導学生として地理学を専攻した。翌1925年に結婚するが、妻は慢性病を患っており、苦しい大学院生活を送った。
1926年からケンタッキー地質調査所（Kentucky Geological Survey）で地理学者として、1927年からはオクラホマ大学の地理学講師として重複勤務を始めた。この時ケッペンの気候区分と出会うが、勤務地のオクラホマ州がケッペンの気候区分では「湿潤気候」に分類されないことに疑問を抱き、気候研究に取り組むようになった。この研究の成果が1931年にGeographical Reviewで発表したソーンスウェイトの気候区分である。ソーンスウェイトの区分では、オクラホマの西半分は「半湿潤気候」に分類されている。1930年にバークレー校でPh.D.を取得、同年にケンタッキー地質調査所を辞する。学位論文は気候学ではなく、「ケンタッキー州ルイビル：都市地理学の研究」（Louisville, Kentucky: A Study in Urban Geography）という人文地理学分野で執筆している。1934年にはオクラホマ大学を離れ、ペンシルベニア大学でアメリカの人口移動研究プロジェクトに参加する。1935年、師・サウアーの紹介によりワシントンD.C.の土壌保全局（Soil Conservation Service）気候地形学部門主任となる。同部門は1942年に第二次世界大戦の影響で閉鎖されるが、ソーンスウェイトは1946年まで同局に残って可能蒸発散の基礎資料収集を続けた。
1946年、ニュージャージー州のシーブルック農場（Seabrook Farms）でコンサルタントとして、自身の研究していた「気候的水収支法」を作物の灌漑水量の適正管理により実地検証した。農場の契約が切れた後、同年中に念願の気候研究所（Laboratory of Climatology）を自前で設立した。ソーンスウェイトは研究所をジョンズ・ホプキンス大学やドレクセル大学に働きかけて附属機関にしてもらおうとしたが、いずれも失敗した。気候研究所を附属機関にすることには失敗したが、サウアーの働きかけもあり、サウアーを高く評価していたイザイア・ボウマンが総長を務めるジョンズ・ホプキンス大学の教授に1947年に就任、1955年まで務めた。気候研究所は後に世界的な気候研究の拠点となり、日本やヨーロッパから来た多くの気候研究者がここに学んだ。日本の気候区分の1つである関口武の気候区分を作った関口武もここに長期滞在していた。1948年、これまでの研究の集大成である「合理的な気候分類への一つのアプローチ」（"An Approach Toward a Rational Classification of Climate"）をGeographical Reviewに発表、研究者としての評価を不動のものとした。
1950年と1953年の2回にわたり、世界気象機関（WMO）の気候委員会委員長を務め、1952年にはソーンスウェイト・アソシエーツ（C. W. Thornthwaite Associates）を設立した。1954年には気候研究所がドレクセル大学に移管され、同学の準教授として1959年まで務めた。1961年、アメリカ地理学会（AAG）の名誉会長となる。その際の演説では地理教育の充実と次世代を担う地理学者の育成の重要性を強調した。
1963年6月11日、64歳で逝去。母校の名誉博士号の授与式典を9日後に控えた中での死であり、死因はがんであった。生涯に執筆した論文・図書等の全著作は132篇で、地理学者としては少なかった。1962年に妻デンズィル・スレンツを讃えてデンズィル・スレンツ・ソーンスウェイト記念財団が設立されたが、これを原資にソーンスウェイト夫妻の娘らが夫妻の母校の歴史を引き継いだセントラルミシガン大学に奨学金制度を創設した。同学地理学科の3・4年次生のうち、成績優秀者が受ける資格を有する。

## 主な受賞歴
- 顕著な業績賞（Outstanding Achievement Award） - アメリカ地理学会（AAG）、1953年[3]
- カラム地理学メダル - アメリカ地理学協会（AGS）、1958年[3]。
- 名誉博士（honorary doctorate） - カリフォルニア大学バークレー校、1963年